# Çukurören (Kozan)
Çukurören ist ein Ortsteil (Mahalle) im Landkreis Kozan der türkischen Provinz Adana mit 420 Einwohnern (Stand: Ende 2024). Im Jahr 2011 hatte der Ort 419 Einwohner.

## Persönlichkeiten
İsmet Atlı, Ringer